# IFR Aspid
IFR Aspid — спорткар с открытыми колёсами, представленный в 2008 году испанской автомобилестроительной компанией Aspid.

## Описание
IFR Aspid выпускался в комплектациях Sport и Supersport, цены на которые составляли, соответственно, 75000 и 107000 фунтов стерлингов. Название Aspid произошло от испанского слова víbora áspid, обозначающего маленькую и очень быструю змею, которая убила Клеопатру.

## Технические характеристики
IFR Aspid оснащён 2,0-литровым двигателем Honda F20C I4, который применялся в Honda S2000. Мощность двигателя варьировалась от 201 до 298 кВт (270—400 л. с.), разгон до 100 км/ч варьировался от 2,8 до 3,9 сек., красная зона — 9000 об/мин, заявленная максимальная скорость — 250 км/ч, а замедление со 160 км/ч — 3,1 сек. Коробка передач — шестиступенчатая механическая.
| Модель                    | Aspid Sport                         | Aspid SS                            |
| ------------------------- | ----------------------------------- | ----------------------------------- |
| Годы производства         | 2008                                | 2009                                |
| Тип двигателя             | Бензиновый                          | Бензиновый                          |
| Конфигурация              | R4                                  | R4                                  |
| Наддув                    | —                                   | Турбонаддув                         |
| Топливная система         | Инжекторная система подачи топлива  | Инжекторная система подачи топлива  |
| Степень сжатия            | 11,0 : 1                            | 11,0 : 1                            |
| Клапанный механизм        | VTEC                                | VTEC                                |
| Объём                     | 1997 см³                            | 1997 см³                            |
| Мощность                  | 198 кВт (269 л. с.) при 8600 об/мин | 297 кВт (402 л. с.) при 8600 об/мин |
| Крутящий момент           | 225 Н·м при 7800 об/мин             | 326 Н·м при 7800 об/мин             |
| Привод                    | Задний                              | Задний                              |
| Трансмиссия               | 6-скор. МКПП                        | 6-скор. МКПП                        |
| Максимальная скорость     | 250 км/ч                            | 250 км/ч                            |
| Разгон до 100 км/ч        | 3,7 сек.                            | 2,8 сек.                            |
| Расход топлива (л/100 км) | 4,8 л                               | 5,5 л                               |
| Объём бака                | 47 л                                | 47 л                                |